# Vazhapadi
Vazhapadi es una ciudad y nagar Panchayat situada en el distrito de Salem en el estado de Tamil Nadu (India). Su población es de 17559 habitantes (2011). Se encuentra a 34 km de Salem y a 90 km de Erode.

## Demografía
Según el censo de 2011 la población de Vazhapadi era de 17559 habitantes, de los cuales 8843 eran hombres y 8716 eran mujeres. Vazhapadi tiene una tasa media de alfabetización del 82,30%, inferior a la media estatal del 80,09%: la alfabetización masculina es del 89,29%, y la alfabetización femenina del 75,29%.